# هاغن (موسيل)
هاغن (Hagen)  أو (هوين )(Lorraine Franconian: Hoën) هي بلدية في إقليم موزيل  في غراند إيست في شمال شرق فرنسا.